# Аулія
Аулія (Laniocera) — рід горобцеподібних птахів родини бекардових (Tityridae). Включає два види.

## Систематика
Традиційно рід Laniocera відносили до родини котингових (Cotingidae). У 2007 році, на основі молекулярного філогенезу, віднесли до бекардових.

## Поширення
Представники роду мешкають під пологом лісів тропічної частини Центральної і Південної Америки.

## Види
- Аулія сіра (Laniocera hypopyrra)
- Аулія руда (Laniocera rufescens)